# Fjodor Abramov
Fjodor Alexandrovitj Abramov, född 29 februari 1920 i Verkola i Archangelsk oblast, död 14 maj 1983 i Leningrad, var en rysk författare.
Abramov anmälde sig som frivillig till Leningrads försvar under andra världskriget. Han sårades svårt och återsändes till sin by. Han blev 1956 docent i sovjetisk litteratur, men efter 1960 ägnade han sig helt åt sitt skrivande. 
Genombrottsromanen var Bratja i sjostry (Bröder och systrar) 1958, som senare kom att ingå i en trilogi, "Familjen Prjlasin" (ej översatt), där levnadsvillkoren i Norra Ryssland skildras i en kärv stil.

## Utmärkelser
Asteroiden 3409 Abramov är uppkallad efter honom.